# 14. veljače
14. veljače (14. 2.) 45. je dan godine po gregorijanskom kalendaru.
Do kraja godine ima još 320 dana (321 u prijestupnoj godini).

## Događaji
- 1663. – Kanada postala francuska kraljevska provincija
- 1876. – Elisha Gray i Alexander Graham Bell neovisno su jedan o drugome prijavili patent za telefon
- 1919. – Izbio Poljsko-sovjetski rat koji su povele Sovjetska Rusija i Sovjetska Ukrajina protiv Druge poljske republike i Ukrajinske Narodne Republike. Taj rat je uključivao dvije spektakularne bitke: poljsku Kijevsku ofanzivu u proljeće 1920. i Bitku kod Varšave u kolovozu 1920. godine. Rat je završio potpisivanjem Mira u Rigi 1921.
- 1943. – Sovjetska Crvena armija u Drugom svjetskom ratu oslobodila Rostov od Nijemaca
- 1989. – U orbiti je smješten prvi satelit u satelitskoj konstelaciji Globalnog pozicijskog sustava
- 1990. – Voyager 1 je uslikao Zemlju s udaljenosti od 6 milijardi kilometara (Pale Blue Dot).
- 1997. – Međunarodno arbitražno povjerenstvo donijelo odluku da sporno područje grada Brčko u Bosni bude stavljeno pod međunarodni nadzor do ožujka 1998.
- 2000. – Skupština tadašnje NK Croatie tajnim glasovanjem donosi odluku o povratku imena Dinamo.
- 2002. – prva hrvatska medalja na Zimskim olimpijskim igrama – zlato u skijaškoj kombinaciji za žene u Salt Lake Cityu – Janica Kostelić
- 2004. – Kanal 5, hrvatska komercijalna televizijska postaja počela s emitiranjem programa.
- 2006. – prva muška hrvatska medalja na Zimskim olimpijskim igrama – srebro u skijaškoj kombinaciji u Torinu – Ivica Kostelić
- 2014. – U Rijeci je osnovana Velika nacionalna loža Hrvatske
- 2020. – prvi smrtni slučaj COVID-19 bolesti u Europi je zabilježen u Francuskoj.

| - 1557. – Matija, njemačko-rimski car, ugarsko-hrvatski i češki kralj († 1619.) - 1899. – Lovro von Matačić, hrvatski dirigent i skladatelj († 1985.) - 1913. – Vladimir Muljević, prof. emeritus, prvi hrvatski doktor elektrotehničkih znanosti i pionir elektrotehnike i računarstva († 2007.) - 1923. – Miljenko Smoje, hrvatski novinar, kroničar, satiričar i scenarist († 1995.) - 1928. – Zvonko Lepetić, hrvatski glumac († 1991.) - 1930. – Relja Bašić, hrvatski glumac († 2017.) - 1939. – Anica Vranković, hrvatska slikarica († 1982.) - 1945. – Ivan Adam II., aktualni lihtenštajnski knez - 1950. – Josipa Lisac, hrvatska pjevačica - 1966. – Denis Latin, hrvatski TV voditelj - 1970. – Hrvoje Vojković, hrvatski političar - 1972. – Rob Thomas, američki glazbenik († 1972.) - 1994. – Valentina Blažević, hrvatska rukometašica - 1997. – Breel Embolo, švicarski nogometaš | - 269. – Sveti Valentin, rimski svećenik i liječnik - 869. – Ćiril, kršćanski misionar i svetac (* 826./827.) - 941. – Gurgen II., gruzijski knez Tao-Klardžetije i nasljedni vladar Taoa - 1400. – Rikard II., engleski kralj (* 1367.) - 1549. – Il Sodoma, talijanski slikar (* 1477.) - 1571. – Benvenuto Cellini, talijanski zlatar i kipar (* 1500.) - 1779. – James Cook, engleski pomorac i istraživač (* 1728.) - 1943. – David Hilbert, njemački matematičar (* 1862.) - 1950. – Karl Guthe Jansky, američki fizičar (* 1905.) - 1975. – Julian Huxley, engleski biolog (* 1887.) - 1975. – P. G. Wodehouse, engleski pisac (* 1881.) - 1976. – Vera Šnajder, bosanskohercegovačka matematičarka (* 1904.) - 2005. – Rafik Hariri, lebanonski poduzetnik i političar (* 1944.) - 2011. – Stjepan Šćavničar, hrvatski akademik, mineralog i kristalokemičar (* 1923.) - 2012. – Zlatko Crnković, hrvataski glumac (* 1936.) - 2015. – Franjo Mihalić, hrvatsko-srpski atletičar (* 1920.) - 2018. – Morgan Tsvangirai, zimbabveski političar (* 1952.) - 2021. – Carlos Menem, argentinski političar (* 1930.) |

## Blagdani i spomendani
- Valentinovo, Dan sv. Valentina (katoličanstvo) ili Dan zaljubljenih
- Nacionalni dan oboljelih od epilepsije u Hrvatskoj

## Imendani
- Valentin
- Zdravko
- Aufrazija